# The Evening Hour (Film)
The Evening Hour ist ein Filmdrama von Braden King, das im Januar 2020 beim Sundance Film Festival seine Premiere feierte und am 13. Juli 2021 in die US-Kinos kam. Der Film basiert auf dem gleichnamigen Roman von Carter Sickels aus dem Jahr 2012.

## Handlung
Dove Creek in West Virginia war einst eine blühende amerikanische Bergbaustadt. Jetzt ist diese postindustrielle Gemeinschaft in den Appalachen im Niedergang. Cole Freeman arbeitet als Helfer in einem Pflegeheim und kümmert sich um ältere Menschen. Er kommt jedoch kaum über die Runden, auch wenn er nebenbei mit illegalen Schmerzmitteln handelt. Wie viele seiner Generation sucht er nach einem Ausweg, aber in dieser sich schnell verändernden Welt gibt es für ihn nur wenige Möglichkeiten.

## Literarische Vorlage
Der Film basiert auf The Evening Hour: A Novel von Carter Sickels, der 2012 von Bloomsbury veröffentlicht wurde. Sickels wurde unter anderem mit dem Lambda Literary Award ausgezeichnet, einem US-amerikanischen LGTB-Literaturpreis.
Die zentrale Figur in The Evening Hour ist Cole, ein Mann um die 30, der selten mehr als drei Wörter spricht und Fragen nur nuschelig beantwortet. Er wurde von seinem Großvater großgezogen, der fest in der Bibel verhaftet ist und seine Mutter nur als Hure bezeichnet. Cole ist frustriert, oft einsam und müde. Es dauert bei ihm mit dem Erwachsenwerden länger, als bei anderen Menschen, und es fällt ihm schwer, die Entscheidungen zu treffen, die das Erwachsenenalter mit sich bringt. Cole würde gerne Krankenpfleger werden und besitzt auch die Intelligenz, ein College zu besuchen, bringt aber nicht den Glauben an sich selbst auf, der jedoch notwendig ist, sein Leben aus eigener Kraft zu verändern. Carter Sickels beschreibt in seinem Roman zudem, wie die Menschen in den Appalachen ein hartes Leben führen, ihnen die Kraft fehlt, sich mit den Bergbauunternehmen anzulegen, die ihr Wasser vergiften, ihr Land überfluten und versuchen, sie zum Verkauf ihres Eigentums zu bewegen, obwohl sie mit dieser Gegend stark verwurzelt sind. Wenn Nachrichtenteams in ihre Gegend kommen, haben die Menschen das Gefühl, sie würden von diesen als völlig rückständig dargestellt. In den USA werden Bewohner der ländlichen, gebirgigen Gegenden wie der Appalachen oft abfällig als „Hinterwäldler“ oder „Landeier“ hingestellt.

## Produktion

### Stab und Besetzung

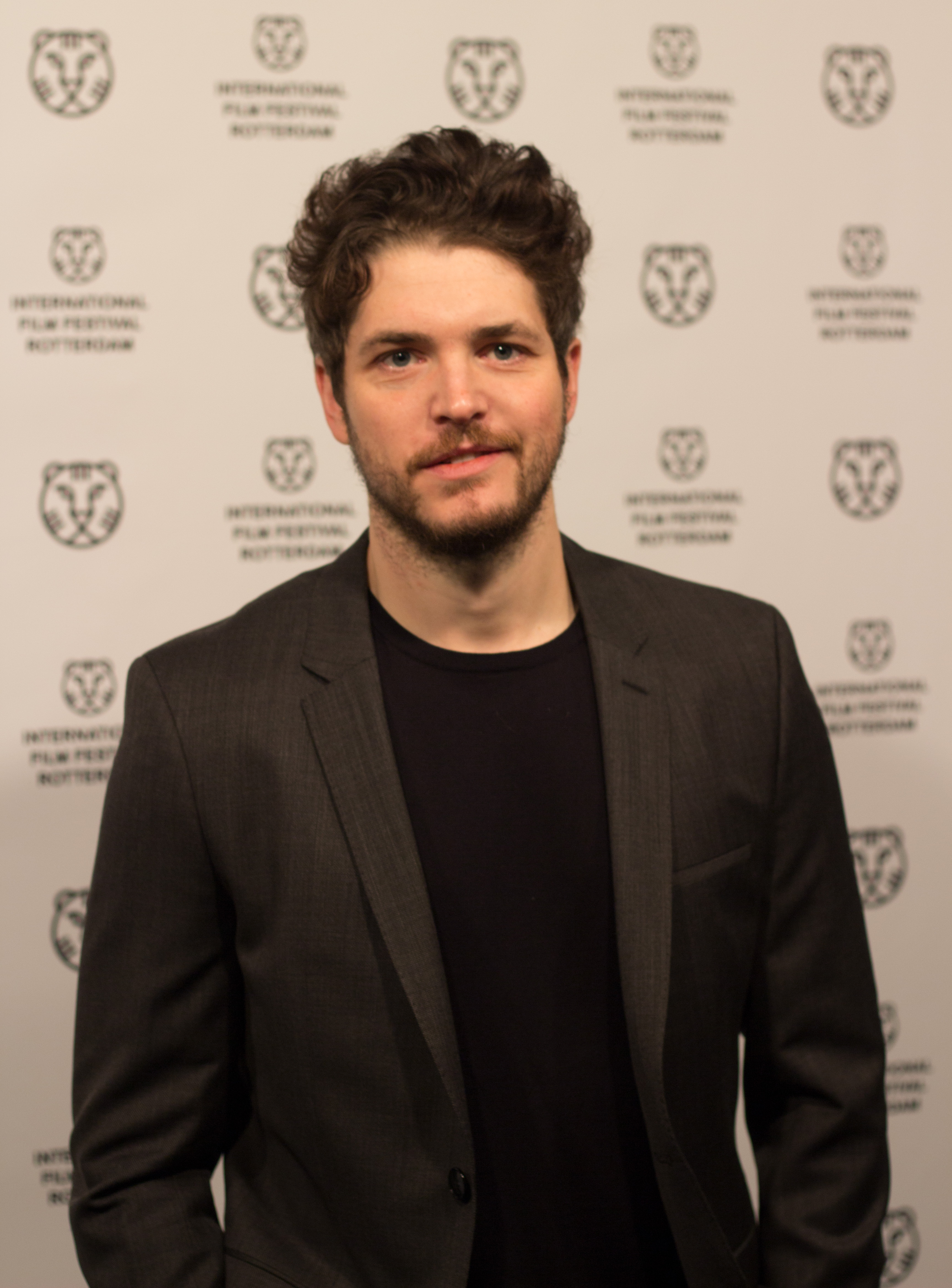
Philip Ettinger spielt in der Hauptrolle Cole Freeman

Regie führte Braden King, während Elizabeth Palmore Sickels Roman für den Film adaptierte. Für King handelt es sich nach Here um den zweiten Spielfilm, bei dem er Regie führte, für Palmore um die erste Arbeit als Drehbuchautorin.
King hatte einige Jahre zuvor von seinem Produzenten Tom Skapares das Buch von Sickels erhalten und fand sofort Gefallen an diesem. Der Autor habe darin ein Porträt der Appalachen und seiner Bewohner gezeichnet, das so viel komplexer und nuancierter wirkte als alles, was er kannte, und es habe auch ein paar Dinge enthalten, die ihn als Filmemacher ansprachen, so die starke Verbundenheit mit diesem Ort und die ineinandergreifenden Erzählstränge.
Am Ende des Abspanns verwendet der Film ein Zitat aus dem Song Farewell Transmission von Jason Molina: „The real truth about it is no one gets it right, the real truth about it is we’re all supposed to try.“ (engl. für „Die wahre Wahrheit darüber ist, dass niemand es richtig macht, die wahre Wahrheit ist, dass wir es alle versuchen sollen.“) Dieses beziehe sich auf Coles Großvater im Film, ein böser Mensch, der viel Druck auf die Familie ausübt.
Philip Ettinger spielt in der Hauptrolle Cole Freeman. Tess Harper und Frank Hoyt Taylor spielen seine Großeltern Dorothy und Clyde, die ihn großgezogen haben. Cosmo Jarvis übernahm die Rolle von Coles ehemaligem Highschool-Kumpel Terry Rose, der nach längerer Abwesenheit mit einer Frau Kathy nach Dove Creek zurückkehrt. Die ebenfalls zurückkehrende ehemalige Klassenkameradin Lacy Cooper wird von Kerry Bishé gespielt. Lili Taylor spielt Coles nach dem Tod seines Großvaters zur Beerdigung erscheinende Mutter Ruby. Die französisch-britische Schauspielerin Stacy Martin spielt Coles Exfreundin Charlotte Carson.

### Dreharbeiten und Ausstattung

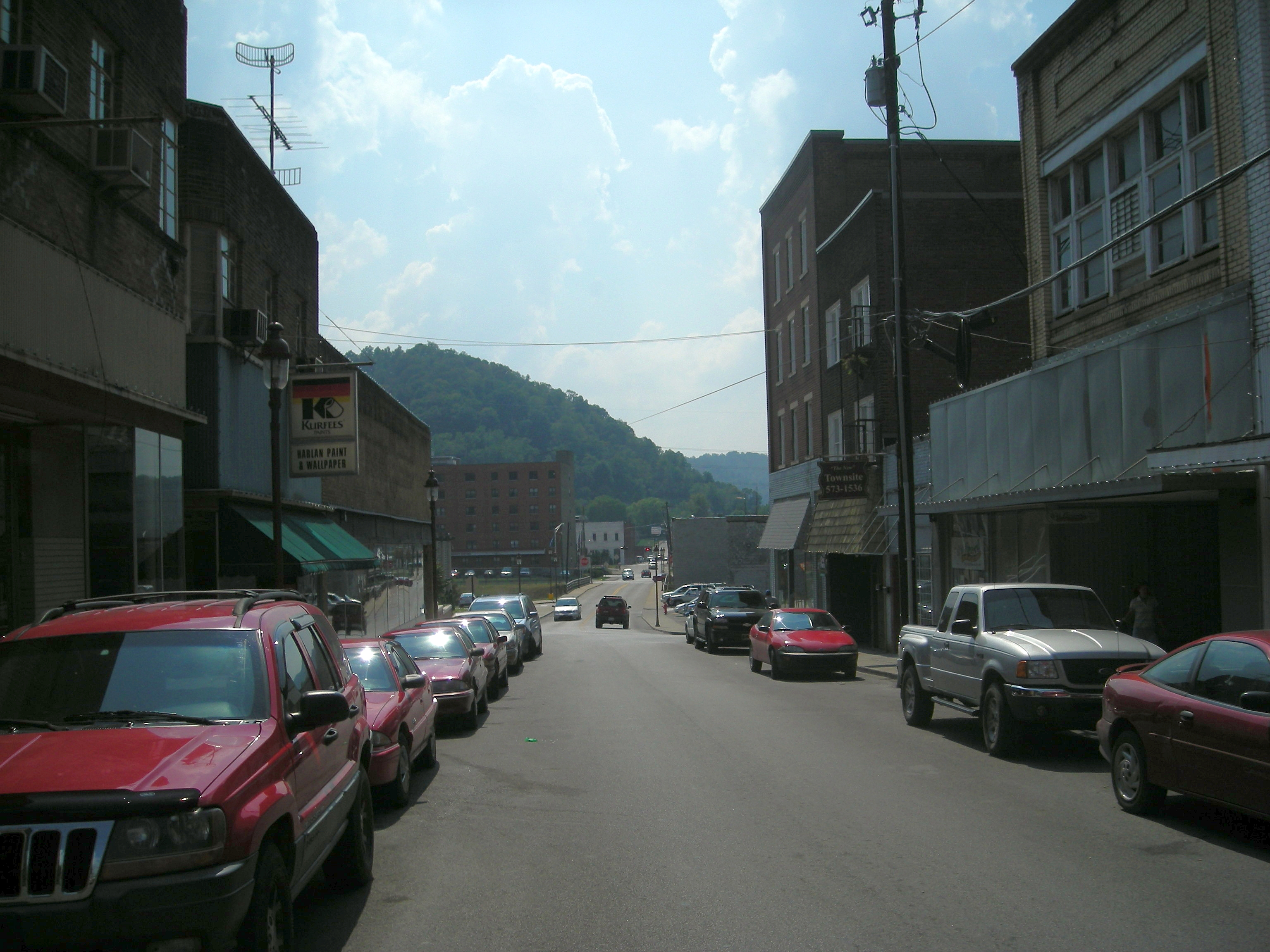
Die „Eagle Tavern“ befindet sich in der Innenstadt von Harlan, Kentucky. Gedreht wurde etwas außerhalb der Stadt

Die Dreharbeiten fanden im Herbst 2018 im Harlan County in Kentucky statt, so in Wallins und dem Verwaltungssitz Harlan selbst, im äußersten Südosten Kenntuckys. Als Kameramann fungierte Declan Quinn, der direkt im Anschluss Sylvie’s Love drehte.
Die „Eagle Tavern“, die Bar, die im Film den Haupthandlungsort darstellt, richtete die Produktionsdesignerin Debbie DeVilla in den Räumlichkeiten eines VFWs etwas außerhalb der Innenstadt von Harlan ein.

### Veröffentlichung
Eine erste Vorstellung des Films erfolgte am 27. Januar 2020 im Rahmen des Sundance Film Festivals. Auch einige Menschen aus Harlan waren zur Premiere angereist. Kurz danach wurde er beim International Film Festival Rotterdam im Big Screen Competition vorgestellt. Im Juni 2020 wurde er beim Lighthouse International Film Festival gezeigt. Ende November 2020 wurde er beim Torino Film Festival vorgestellt. Am 13. Juli 2021 kam der Film in ausgewählte US-Kinos.

## Rezeption

### Kritiken
Der Film konnte bislang 70 Prozent der Kritiker bei Rotten Tomatoes überzeugen.

### Auszeichnungen
International Film Festival Rotterdam 2020
- Nominierung für den Big Screen Award (Braden King)[1]

Sundance Film Festival 2020
- Nominierung im U.S. Dramatic Competition (Braden King)

Torino Film Festival 2020
- Nominierung im Hauptwettbewerb[11]